# الحرب الجورجية الأرمنية
الحرب الجورجية الأرمنية هي حرب حدودية نشبت عام 1918 بين جمهورية جورجيا الديموقراطية وجمهورية أرمينيا الديموقراطية على الأجزاء المتنازع عليها من مقاطعات لوري وجافاخيطي وبورشالو، والتي كانت تاريخياً مناطق حدودية أرمينية جورجية، لكن معظم سكانها من الأرمن منذ القرن التاسع عشر.
بحلول نهاية الحرب العالمية الأولى بعض هذه الأراضي كانت تابعة للعثمانيين. وبتخليهم عنها أدعى كل من الجورجيين والأرمن السيطرة عليها. تحول النزاع إلى اشتباكات مسلحة في 7 ديسمبر 1918. استمر القتال بدرجات متفاوتة من النجاح حتى 31 ديسمبر عندما تم التوقيع على وقف إطلاق النار بوساطة بريطانية، وترك الجزء المتنازع عليه من منطقة بورشالو تحت إدارة مشتركة بين جورجيا وأرمينيا استمرت حتى قيام الحكم السوفياتي في أرمينيا في عام 1920.

## خلفية

### الثورة الروسية
بعد ثورة فبراير، أسست حكومة روسيا المؤقتة الهيئة الترانسقوقازية الخاصة لحكم المنطقة. على أي حال، بعد ثورة أكتوبر، استُبدلت بالهيئة الترانسقوقازية الخاصة في 11 نوفمبر عام 1917 مفوضية الترانسقوقاز المتمركزة في تبليسي. أبرمت المفوضية هدنة أرزينجان مع الدولة العثمانية يوم 5 ديسمبر عام 1917، ناهيةً بذلك النزاع المسلح المحلي مع الدولة العثمانية. سعت المفوضية جاهدة لكبح التأثير البلشفي، وسارت في نفس الوقت على درب استقلال الترانسقوقاز عن روسيا البلشفية. تضمن هذا تأسيس مجلس تشريعي، باسم مجلس نواب الترانسقوقاز، الذي سلمت له المفوضية سلطتها يوم 23 يناير عام 1918، إثر حلّ جمعية كل الروسيين التأسيسية من قِبل البلاشفة. في النهاية، أدخلت الأجندة الانفصالية والمناهضة للبلشفية منطقة الترانسقوقاز ضمن نزاعٍ مع الحكومة المركزية. في 3 مارس، وقّع الروس معاهدة بريست ليتوفسك مُسجلين بذلك خروج روسيا من الحرب العالمية الأولى. في المعاهدة، وافقت روسيا على إعادة المنطقة المُكتسبة خلال الحرب الروسية التركية (1877 – 1878)، مُعطية أهمية قليلة لواقع أن هذه المنطقة كانت تحت السيطرة الفعلية للقوات الأرمينية والجورجية. انطلق مؤتمر طرابزون للسلام، بين الدولة العثمانية ومجلس النواب الترانسقوقازي، في 4 مارس واستمر حتى شهر أبريل. عرض العثمانيون التخلي عن كل طموحات الإمبراطورية في القوقاز مقابل الحصول على الاعتراف بإعادة حيازة الأقاليم الأناضولية الشرقية الممنوحة في بريست ليتوفسك.

### الاستقلال
خلال مفاوضات مؤتمر السلام، وضع الممثلون العثمانيون ضغطًا كبيرًا على الوفد الترانسقوقازي ليعلنوا استقلالهم، إذ إنهم كانوا مستعدين للتوقيع على معاهدة مع القوقازيين بشرط استقلالهم [القوقازيين] عن روسيا. استدعى مجلس النواب القوقازي ممثليه في يوم 31 مارس لمناقشة الموقف العثماني. في يوم 5 أبريل، اعتمد رئيس الوفد القوقازي أكاكي شخنكيلي على معاهدة بريست ليتوفسك كقاعدة لمفاوضات مستقبلية. أعلن مجلس النواب أيضًا الاستقلال الرسمي عن روسيا السوفيتية من خلال إعلان تأسيس الجمهورية الترانسقوقازية الديمقراطية الاتحادية في 22 أبريل. مع ذلك، استؤنفت الأعمال القتالية بين الجمهورية الجديدة والدولة العثمانية، وبحلول يوم 25 أبريل سيطر الجيش العثماني على كارس وعاد بالكامل تقريبًا إلى مواقعه السابقة للحرب.  في 11 مايو، انطلق مؤتمر سلام جديد بين الجمهورية والدولة العثمانية في باطوم. في المؤتمر، وسع العثمانيون مطالبهم لتشمل تبليسي وألكسندروبول وإتشميادزين. استأنف الجيش العثماني الأعمال العدائية في 21 مايو من خلال معركة سارداراباد ومعركة باش أباران ومعركة كارا كليس.

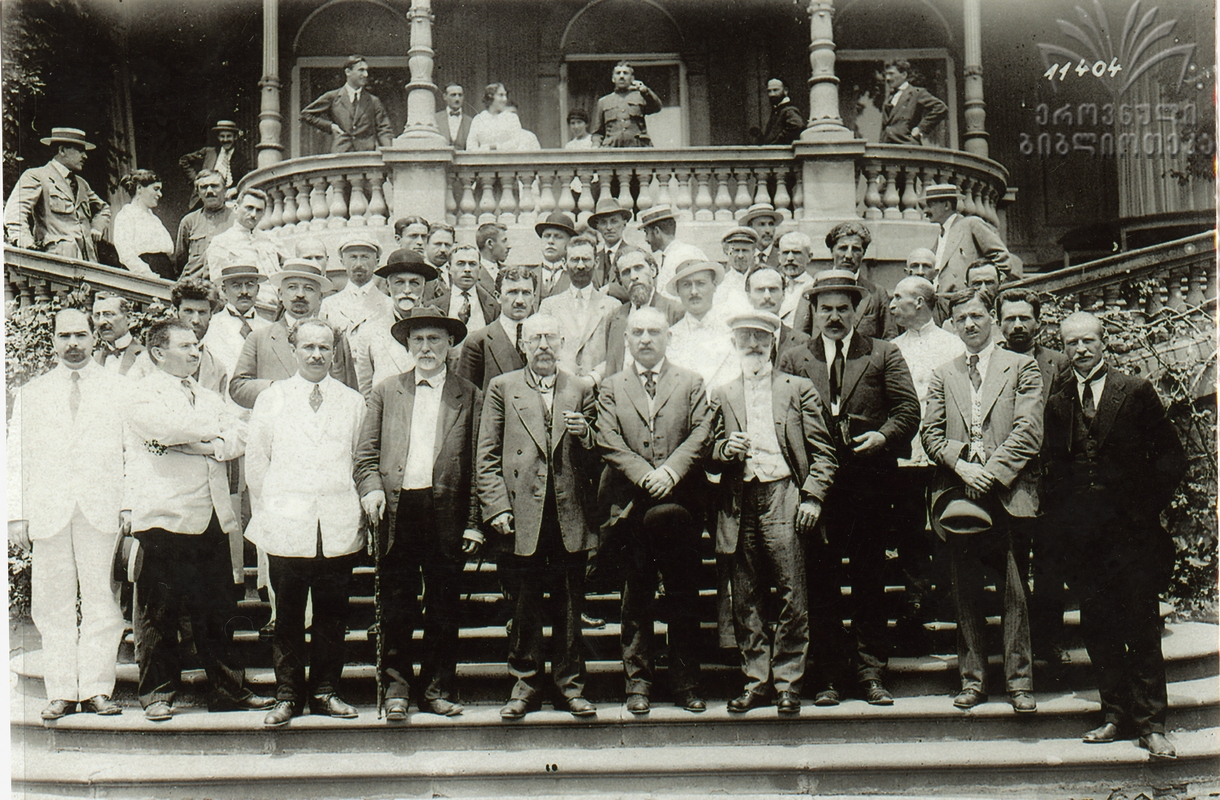
أعضاء من المجلس الوطني الجورجي

عند هذه المرحلة، عرض القياديون السياسيون الجورجيون تحالفًا مع ألمانيا باعتبارها الطريقة الوحيدة للحيلولة دون وقوع جورجيا تحت الاحتلال العثماني. بناءً على ذلك، أعلن المجلس الوطني الجورجي استقلال جمهورية جورجيا الديمقراطية في 24 مايو وبعدها بيومين وقع على معاهدة بوتي مع ألمانيا، خاضعةً بذلك للحماية الألمانية. في اليوم التالي، أعلن المجلس الوطني الإسلامي عن تأسيس جمهورية أذربيجان الديمقراطية. أعلن المجلس الوطني الأرميني استقلاله يوم 28 مايو، وذلك بعد أن تخلى حلفاؤه عنه بشكل كامل تقريبًا. في 4 يونيو، وقعت الدولة العثمانية معاهدة باطوم مع كل من الدول الترانسقوقازية الثلاث، مُنهيةً بذلك النزاع مع الدولة العثمانية. منحت المعاهدة الجزء الجنوبي من مقاطعة لوري ذات الإثنية الأرمينية ومنطقة آخالكالاكي إلى العثمانيين لكنها لم تُرسّم الحدود تمامًا بين الدول الترانسقوقازية الجديدة. وردًّا على ذلك، ولتجريد العثمانيين من طريقٍ مباشر إلى تبليسي، أُخذت الوحدات الجورجية المدعومة من قِبل الضباط الألمان السيطرة على لوري الشمالية وأسست نقاط عسكرية أمامية على طول نهر دزوراغيت.

### الاصطدامات الأولى

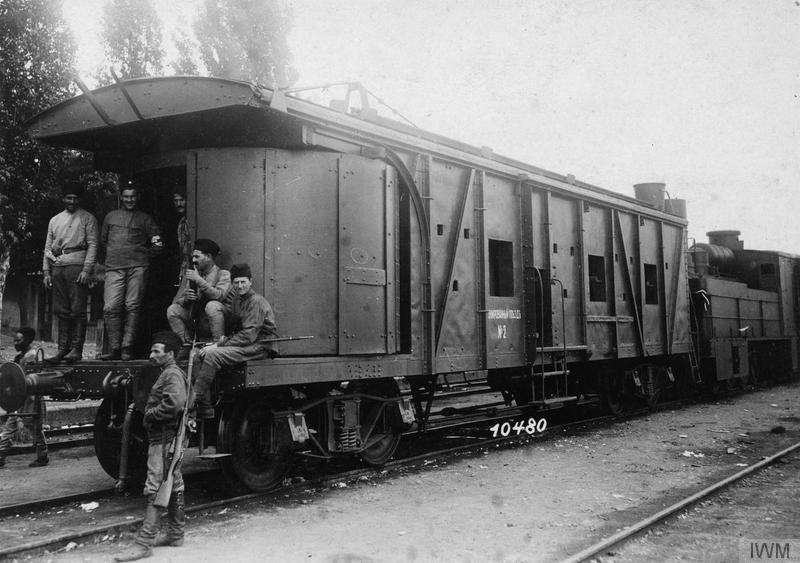
قطار جورجي مدرّع

في أوائل شهر أكتوبر عام 1918، انسحب العثمانيون من منطقة لوري الجنوبية، ما ألغى الحاجز الإقليمي بين أرمينيا وجورجيا. سريعًا، ملأ الجيش الأرميني الفراغ من خلال السيطرة على معظم منطقة لوري الجنوبية في 18 أكتوبر وفي غياب أي مقاومة تقصّوا الوضع شمالًا أيضًا. وقعت أول حادثة بين أرمينيا وجورجيا في نفس اليوم الذي استولت فيه كتيبة من الجيش الأرميني على محطة القطار في قرية كوبر قرب تومانيان، رافضين طلب الألمان اللاحق بالانسحاب. طلب حرس الحدود المحلي المساعدة، واستجابت الحكومة الجورجية من خلال إرسال قطارين مدرعين وفرقة مؤلفة من 250 جنديًا، ما أجبر الأرمينيين على مغادرة كوبر. بعدها بخمسة أيام، هاجمت ثلاث سَريّات أرمينية ثكنة ألمانية وقضت عليها قرب قرية كارينج. في وقت سابق، تلقت الحكومة الجورجية في تبليسي رسالة من رئيس الوزراء الأرميني هوهانس كادجازنوني يشدد فيها على أن جورجيا ليس لها أي مطالب في منطقة لوري، وحرصًا على اجتناب أزمة كارثية للبلدين، فإنه يجب على القوات الجورجية مغادرة المنطقة. تكثفت الاصطدامات من 25 إلى 27 أكتوبر، ولم يحصل أي طرف على الأفضلية، لحين إرسال الجورجيين قوة بحجم سرية مع قطار مدرع لدعم حلفائهم الألمان. بعدها بيوم فقط، تلقت الحكومة الجورجية برقية من أرمينيا تشرح فيها أن الهجمات كانت نتيجة سوء تفاهم واقترحت فيها عقد مؤتمر لحل قضية الحدود. في 27 أكتوبر، تركت القوات الأرمينية القريتان، اللتان احتلتهما، وانسحبت إلى الجنوب.

### محاولات دبلوماسية فاشلة
من شروط هدنة مودروس بين الدولة العثمانية والحلفاء سحب العثمانيين لقواتهم خارج الترانسقوقاز. خلق خروج العثمانيين فراغ سلطةٍ في المنطقة الحدودية، بالتحديد تلك التي بين أرمينيا وجورجيا. بدأت أرمينيا وجورجيا محادثات ثنائية في نوفمبر عام 1918، وأرسلت جورجيا مبعوثًا خاصًا إلى يريفان. في نفس الوقت، دعت جورجيا الحكومات القوقازية المستقلة حديثًا إلى تبليسي من أجل مؤتمرٍ هدفه الرئيسي معالجة موضوع ترسيم الحدود ومشاكل أخرى ذات اهتمام مشترك. تلقت الحكومة الأرمينية الفكرة العامة للمؤتمر بشكل جيد، لكن، اعترضت الحكومة الأرمينية على غاية المؤتمر وبرنامجه الزمني المستعجل، لا سيما وأن أرمينيا  لم تكن مهتمة في مناقشة القضايا الحدودية في مؤتمر. أوضحت أرمينيا أنها ستشارك، إذ إنها تدرك سرعة تغير البيئة السياسية بعد الحرب العالمية الأولى، لكن أكدت من جديد أنها لن تناقش قضايا الترسيم. عمومًا، كانت جورجيا متبنية للموقف القائل بأن الحدود مع أرمينيا يجب أن تتماشى مع حدود مقاطعة تيفليس التي كانت تابعة سابقًا للإمبراطورية الروسية؛ بينما كانت أرمينيا متبنية للموقف القائل بأن الحدود يجب أن تنسجم مع التركيب الإثني أو مع حدود ذات بعد تاريخي أكبر.
بدأ المؤتمر في تبليسي في 10 نوفمبر مع حضور جمهورية أذربيجان الديمقراطية وجمهورية شمال القوقاز الجبلية فقط. ذكرت البعثة الأرمينية في البداية أنها غير قادرة على الحضور بسبب خدمات السكك الحديدية الرديئة بين ييرفان وتبليسي. اقترح الوفد الجورجي تأجيل انطلاق المؤتمر حتى 13 نوفمبر لمراعاة الوضع، لكن رفضت أرمينيا لعدة أسباب، من ضمنها قلة الجاهزية وقلة الوضوح حول عدة قضايا. استمر الوفد الأرميني بالتأجيل، ومن أجل مراعاته، أجلت جورجيا بدايةً انطلاق المؤتمر إلى 20 نوفمبر. بعد التأجيل الأخير، تداعى المؤتمر، وبعدها بخمسة أيام، في 5 ديسمبر، غادرت البعثة الجورجية برئاسة سيمون مدفاني ييرفان. بعد ذلك، أعلمت جورجيا أرمينيا عن رغبتها باستبعاد مناقشة النزاعات الحدودية من برنامج المؤتمر لكن أخرت أرمينيا مرة أخرى استجابتها، مدعيةً وجود أعمال تخريب متعمدة لخطوط التلغراف.
قبل مغادرة ييرفان، انخرطت بعثة مدفاني بمحادثات مع الحكومة الأرمينية، أكدت أرمينيا من خلالها استعدادها  عن التخلي عن مطالبها في آخالكالاكي وبورتشال إذا ساعدهم الجورجيون إما في إعادة الحصول على كاراباخ أو المساعدة في المطالبة بأراضٍ تاريخية ضمن أرمينيا الغربية. لكن، رفضت الحكومة الجورجية عروضًا كهذه، إذ لم تكن راغبة بالتورط  في نزاع آخر مع الجيش العثماني. وفي خضم هذه المفاوضات الفاشلة، نشرت جورجيا قواتٍ في القرى القريبة من الحدود، الأمر الذي لم يزد الوضع إلا توترًا.